# Fenomen de Raynaud
El fenomen de Raynaud és un trastorn vasoespàstic que causa la decoloració dels dits de les mans i els peus, i ocasionalment d'altres àrees. Rep el nom de qui el va descriure, Maurice Raynaud. També pot causar que les ungles es facin trencadisses longitudinalment. Es creu que el fenomen és el resultat de vasoespasmes que redueixen el subministrament de sang a la respectiva zona. L'estrès i el fred són desencadenants clàssics del fenomen.
Aquest fenomen pot ser primari o secundari.
- El fenomen de Raynaud primari (o malaltia de Raynaud) és un fenomen idiopàtic com a resposta directa al fred.
- El fenomen de Raynaud secundari és causat per algun altre factor que el provoca, comunament els trastorns del teixit connectiu com ara una esclerodèrmia sistèmica o un lupus eritematós sistèmic. En casos extrems, la forma secundària pot progressar a necrosi o gangrena de les puntes dels dits.

La mesura del gradient de temperatura a la mà és una eina usada per distingir entre les formes primàries i secundàries.
És producte d'una hiperactivació del sistema nerviós simpàtic que causa una vasoconstricció extrema dels vasos sanguinis perifèrics que porta a la hipòxia dels teixits. Els casos crònics i recurrents del fenomen de Raynaud poden produir l'atròfia de la pell, dels teixits subcutanis i, molt rarament, dels músculs. En casos rars aquest pot causar úlceres i gangrena isquèmica (seca).

## Epidemiologia i símptomes
El fenomen de Raynaud afecta del 3 al 5 per cent de la població, però és més freqüent en dones que en homes i pot arribar a afectar d'un 20 a un 30% de les dones joves. Els símptomes són els següents: primer, els dits de les mans i dels peus, les orelles o el nas es tornen de color blanc i posteriorment blaus; en retornar el flux de sang, l'àrea es torna de color vermell i, després, torna al seu color normal, i els episodis poden durar des de minuts fins a hores.
Les persones amb el fenomen de Raynaud primari tenen problemes en els mateixos dits en les dues mans i a la majoria de persones no els causa dolor.
Les persones amb el fenomen de Raynaud provocat per altres afeccions, tenen més probabilitat de presentar dolor o entumiment a les mans. Poques vegades el dolor és intens, tot i així es poden arribar a crear ulceres en els dits afectats si el dolor és molt intens.

## Classificació
El fenomen de Raynaud es pot dividir en fenomen primari i secundari. La taula comparativa en mostra les diferències.
| Fenomen primari                                                                  | Fenomen secundari                                                   |
| -------------------------------------------------------------------------------- | ------------------------------------------------------------------- |
| Sobretot al jovent (<30, però pot ser a qualsevol edat) i al sexe femení         | Sobretot als adults (>30 anys, però també pot ser a qualsevol edat) |
| No hi ha cap símptoma de cap malaltia subjacent                                  | Apareixen símptomes i signes d'una malaltia subjacent               |
| Els capil·lars del dits són regulars al voltant de l'ungla                       | Els capil·lars són anormals al voltant de les ungles                |
| A causa d'un component genètic (el 30% té algun familiar afectat en primer grau) | És la menys comuna (10-20% de la gent que pateix el fenomen)        |
| El dolor no és tan intens                                                        | El dolor és molt més intens                                         |

## Diagnòstic

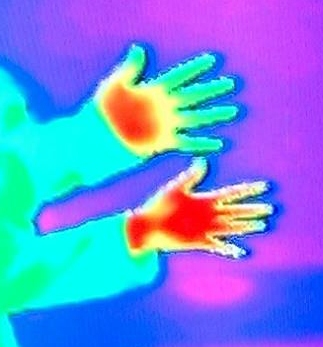
Imatges del calor de la mà de Raynaud (superior) i de la mà sana (inferior): el vermell indica zones càlides, mentre que el verd indica zones fresques. (Imatge presa amb una càmera termogràfica)

La malaltia de Raynaud (primària de Raynaud) i el fenomen de Raynaud (secundària de Raynaud) es poden distingir per la presència de signes d'artritis o vasculitis,i mitjançant diverses proves de laboratori. L'examen capil·lar de la base de les ungles o capil·laroscòpia és un dels mètodes més sensibles per diagnosticar el fenomen de Raynaud causat per trastorns del teixit connectiu, és a dir, per distingir objectivament una forma secundària d'una primària.
Si se sospita que el fenomen és secundari a l'esclerosi sistèmica, la termografia pot ajudar a predir l'esclerosi sistèmica.
Un historial mèdic acurat intentarà identificar o excloure possibles causes secundàries.
- Les pressions de les artèries digitals es mesuren a les artèries dels dits abans i després de refredar-se les mans. Una disminució d'almenys 15 mmHg és diagnòstica (positiva).
- L'ecografia Doppler permet avaluar el flux sanguini.
- L'hemograma complet pot revelar una anèmia normocítica que suggereixi anèmia de malaltia crònica o insuficiència renal.
- Les proves de sang per a urea i electròlits poden revelar deteriorament renal.
- Les proves de funció tiroidal poden revelar hipotiroïdisme.
- Les proves del factor reumatoide, la velocitat de sedimentació globular, la proteïna C reactiva i el cribratge d'autoanticossos poden revelar malalties causals específiques o un procés inflamatori. Els anticossos anticentròmers són freqüents en l'esclerosi sistèmica limitada (síndrome de CREST).
- La vasculatura de les ungles (capil·laroscòpia) es pot examinar al microscopi.

Per ajudar al diagnòstic del fenomen de Raynaud, s'han proposat diversos conjunts de criteris diagnòstics. Un grup d'experts en els camps de la reumatologia i la dermatologia van desenvolupar els criteris de consens internacional per al diagnòstic del fenomen primari de Raynaud.

## Tractament
Els objectius del tractament són: reduir la quantitats d'episodis; aconseguir que els episodis siguin menys forts; prevenir els danys del teixit, prevenir la pèrdua de teixit en les mans i en els peus.
El fenomen de Raynaud primari no causa cap dany al teixit; per això primer s'intenta aplicar un tractament sense medicaments. El tractament amb medicaments és més comú en el cas del fenomen de Raynaud secundari.
Els casos més greus de Raynaud podrien causar úlceres o gangrena, és a dir, la mort del teixit en els dits de mans i peus. Aquests casos poden ser molt dolorosos i difícils de tractar. La cirurgia es podria utilitzar en els casos més greus com en el dany greu dels teixits.

### Tractaments no farmacològics
Per disminuir la duració i la intensitat dels episodis es recomana: mantenir les mans i els peus secs i calents; evitar l'aire condicionat; utilitzar guants quan s'hagi d'agafar aliments freds o congelats; vestir amb diverses capes de roba i utilitzar un barret quan faci fred; consultar amb el metge abans d'anar a fer exercici en dies freds; no fumar (important; controlar l'estrès, i fer exercici amb regularitat.

### Tractaments farmacològics
Les persones que pateixen síndrome de tipus 2 reben tractament amb medicaments per a la pressió arterial i medicaments que relaxen els vasos sanguinis. Si la circulació de la sang no es restableix, caldrà prendre altres medicaments. Les dones embarassades no han de prendre aquests medicaments. Algunes vegades el fenomen de Raynaud desapareix o s'alleuja amb l'embaràs.